# Quercanus
Quercanus is een geslacht van vliesvleugeligen uit de familie Pteromalidae. De wetenschappelijke naam van dit geslacht is voor het eerst geldig gepubliceerd in 1994 door Heydon.

## Soorten
Het geslacht Quercanus omvat de volgende soorten:
- Quercanus luteogaster Heydon, 1994
- Quercanus viridigaster Heydon, 1994